# Loran-C

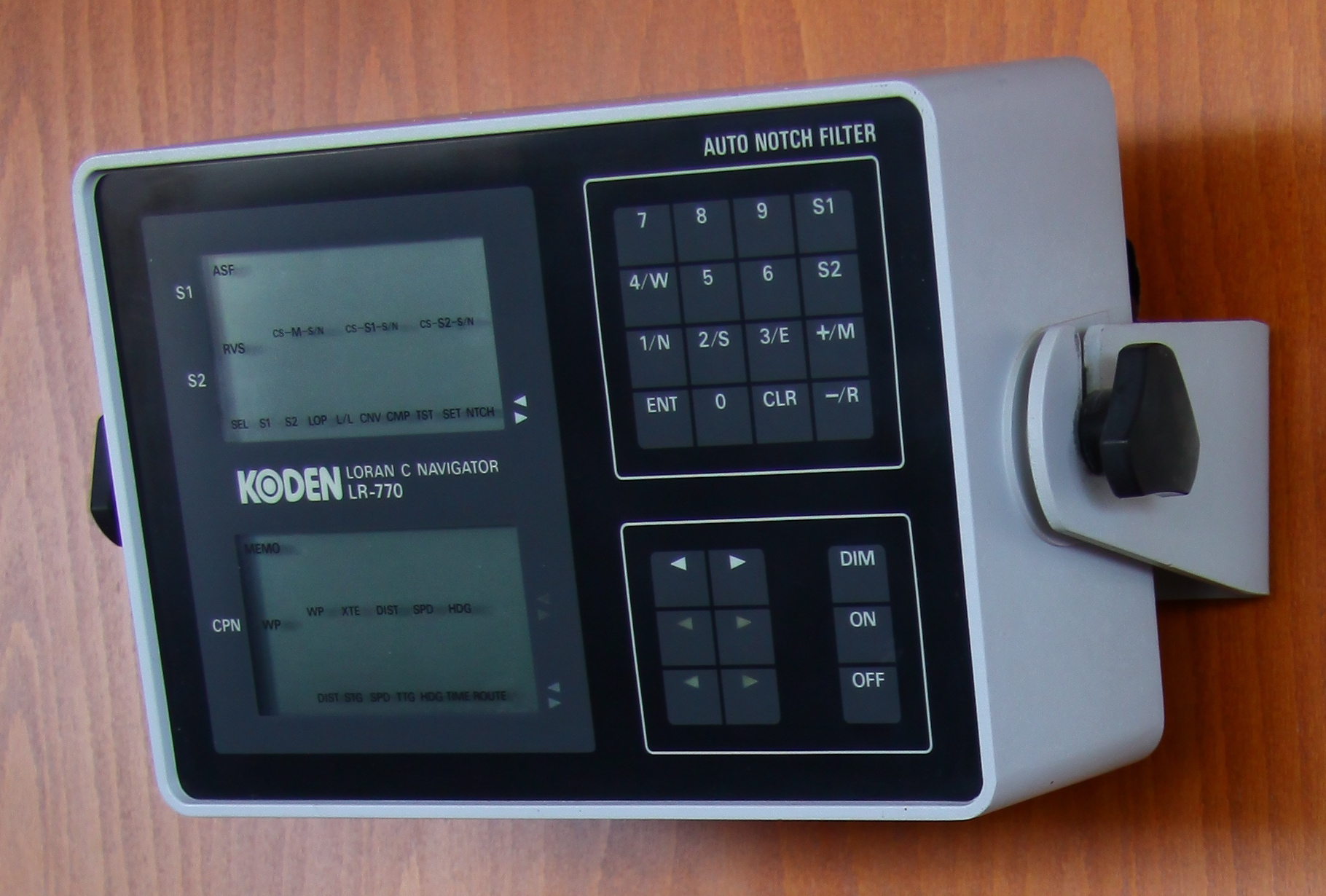
Loran-C ontvanger voor de scheepvaart.

LORAN-C was een hyperbolisch radionavigatiesysteem dat de ontvanger toeliet zijn positie te bepalen door gebruik te maken van laagfrequente radiosignalen uitgezonden door een radiozender van de wal. Loran-C combineerde twee verschillende technieken om een signaal te produceren dat zowel een groot bereik als een hoge nauwkeurigheid had, zaken die bij zijn voorgangers eerder een gis waren. Een nadeel waren de hoge kosten van de ontvangstapparatuur die deze ingewikkelde signalen moest kunnen interpreteren. Als gevolg hiervan werd Loran-C in de eerste jaren na de ontwikkeling in 1956 enkel door het leger gebruikt.

## Geschiedenis
Tegen de jaren 1970 werd het aantal elektronische componenten nodig om Loran-C te implementeren drastisch verminderd dankzij de introductie van solidstate-radioelektronica, en dan vooral de eerste microcontrollers die dienden om het signaal te interpreteren. Goedkope en gebruiksvriendelijke Loran-C ontvangers raakten wijdverspreid tegen het eind van de jaren 1970 en het begin van de jaren 1980. Als gevolg hiervan raakten de voorganger LORANs meer en meer in onbruik en werden bestaande walstations over de hele wereld getransformeerd naar Loran-C. Loran-C werd een van de meest gebruikte navigatiesystemen, met dekking in Noord-Amerika, Europa, Japan en de volledige Atlantische en Pacifische oceaan. De Sovjet-Unie maakte gebruik van hun eigen, bijna identieke systeem, Чайка (Chayka).

## Werking

Loran-C-puls. Door amplitudemodulatie wordt een unieke GRI-keten uitgezonden die alle informatie bevat om de ontvanger zijn correcte positie te laten berekenen.

De werking is gebaseerd op het ontvangen van pulsen van een laagfrequente golf, komende vanuit drie of meer kuststations. Één kuststation dient als Master Ground Station, de rest als Slave Ground Stations. Het juist decoderen en aligneren van de GRI's ( Group Repetition Interval) alsook de volgorde van ontvangst en het meten van de tijdsverschillen ertussen is de sleutel tot het interpreteren van de ontvangen signalen. Met andere woorden geeft de correcte calculatie van de intersecties van meerdere LOP's (Lines Of Position) – gevormd vanuit verschillende pulsen – ons de positie.

## Stopzetting
De introductie van satellietnavigatie in de jaren 1990 zorgde voor een sterke daling in het gebruik van Loran-C. Discussies over het verdere voortbestaan van Loran-C begonnen ook rond diezelfde periode; einddatums werden voorgesteld, maar niet overeengekomen. In 2010 werden de systemen van de Verenigde Staten en die van Canada stopgezet. In de andere gebieden bleven de walstations in gebruik. In 2015 is de Europese Unie als laatste gebied met actieve Loran-C-dekking gezamenlijk gestopt met dit systeem, waarmee het gebruik van Loran-C definitief onmogelijk geworden is.

## Toekomst van Loran
In december 2015 vonden tussen de VS en de Europese Unie gezamenlijke gesprekken plaats om een mogelijk opvolger te ontwikkelen: eLoran. Het NIST (maar ook anderen) stelde voor een chip te ontwikkelen die de kosten aanzienlijk zou doen dalen. Het uitgangspunt is dat met moderne, betere en goedkopere technologie de bestaande Loran-C-infrastructuur omgebouwd kan worden, waardoor de operationele kosten zeer laag zouden liggen, aangezien de hoge kosten Loran-C uiteindelijk de das om hebben gedaan. Er zijn ondertussen vanuit verschillende hoeken plannen voorgesteld om eLoran van een theoretisch idee tot een praktische werkelijkheid te brengen. Zuid-Korea en de VS zijn onafhankelijk van elkaar bezig met het testen van eLoran op kleine schaal. Maar tot op heden is geen enkel plan op grote/continentale schaal goedgekeurd en het is onduidelijk of het er ooit zal komen.